# Diego García de Medrano
Diego García de Medrano (Robledo de Chavela, ¿? - Segovia, 1 de marzo de 1752) fue un religioso español que ocupó el cargo de obispo de Segovia entre 1742 y 1752.

## Biografía
En 1734 figura como cura de Pozuelo de Alarcón, y siéndolo del Palacio Real de Madrid, fue designado por Felipe V de España para obispo de Segovia. Sucediendo en la diócesis de Segovia a Domingo Valentín Guerra, fue preconizado el 9 de junio de 1742, manteniéndose en ella hasta su muerte, ocurrida en la ciudad el 1 de marzo de 1752. Su muerte pudo ser un mal sangrado durante una enfermedad.
Financió una de las puertas de la iglesia de la Asunción de Nuestra Señora, de su villa natal, en la que se conserva un cuadro de Cristo que donó.
| Predecesor: Domingo Valentín Guerra Arteaga y Leiva | Obispo de Segovia 1742 – 1752 | Sucesor: Manuel Murillo Argáiz |